# Yeghtsahogh
Yeghtsahogh (in armeno Եղցահող?,  in azero Yextsahoğ o Sarıbaba) è una piccola comunità rurale del distretto di Şuşa, in Azerbaigian, fino al 2024 appartenente alla regione di Shushi nella repubblica dell'Artsakh (fino al 2017 denominata repubblica del Nagorno Karabakh), situata a pochi chilometri da Berjor.
Nel contesto dell'offensiva azera del 2023 nel Nagorno Karabakh, il capo villaggio del vicino villaggio di Mets Shen, Davit Davtyan, dichiarò che la popolazione di Yeghtsahogh era stata evacuata a Mets Shen e che Yeghtsahogh era stata "rasa al suolo" dalle forze armate azere.